# Tiêu Sơn (xã)
Tiêu Sơn là một xã thuộc huyện Đoan Hùng, tỉnh Phú Thọ, Việt Nam.
Xã Tiêu Sơn có diện tích 12,02 km², dân số năm 1999 là 4681 người, mật độ dân số đạt 390 người/km².